# Pedro Edmunds Paoa
Pedro Pablo Edmunds Paoa (Isla de Pascua, Chile, 1 de julio de 1961) es un político chileno de origen rapanui que ejerció como alcalde de la comuna de Isla de Pascua hasta 2024.
Es hijo de Juan Edmunds Rapahango, quien también sirvió durante dos periodos como alcalde designado de Isla de Pascua. Ha sido electo como alcalde en siete ocasiones.

## Carrera política
Se presentó a las elecciones municipales de 1992, representando a la Unión de Centro Centro (UCC), donde resultó elegido alcalde de Isla de Pascua para el periodo 1994-1996, mientras que el periodo 1992-1994 dicho cargo fue ocupado por Alberto Hotus (PPD). Fue reelegido en las elecciones de 1996, esta vez representando al Partido Demócrata Cristiano (PDC), y por un periodo de cuatro años. Fue nuevamente reelegido en 2000 y 2004.
No buscó la reelección en 2008, y en marzo de 2010 asumió como gobernador de Isla de Pascua, nombrado por el presidente Sebastián Piñera, a pesar de que Edmunds militaba en el PDC, partido opositor a su gobierno, lo cual generó críticas al interior de la oficialista Coalición por el Cambio. Edmunds dijo que aceptó el cargo porque «mi partido se llama Rapa Nui, voy a defender siempre Rapa Nui por donde vaya». Sin embargo, renunció pocos meses después, en agosto de 2010, tras las protestas de rapanui por la devolución de tierras ancestrales.
Renunció al PDC y se unió al Partido Progresista, por el cual se presentó a alcalde en las elecciones municipales de 2012, donde resultó elegido, cumpliendo su sexto periodo al mando. Fue reelegido en las elecciones municipales de 2016 y también en las elecciones municipales de 2021.

## Controversias

### Separatismo
En 2006 Edmunds mostró una postura separatista tras el rechazo del proyecto de un casino en la isla expresando: 

Lo que me interesa en este momento como líder de Rapa Nui es que se independice de Chile y nos acepte como un país hermano. Optaría por esa postura hoy, porque no entienden cuánto hemos buscado autonomía administrativa con libertad para planificarnos a nuestro modo. El pueblo Rapa Nui debe convocar a la ONU para tomar esta senda, como país independiente en asociatividad libre con Chile, tal como es el caso de Puerto Rico con Estados Unidos.
Pedro Edmunds Paoa, septiembre de 2006

### Supuestos conflictos de interés
La Contraloría General de la República realizó una investigación al municipio de Isla de Pascua, destacando una serie de pagos irregulares por más de $250 millones para la organización del evento anual Tapati Rapa Nui en sus versiones de 2018 y 2019.
La administración del alcalde Pedro Edmunds Paoa no contaría con un libro en que se controlen los sumarios iniciados ni un registro actualizado de los bienes de uso adquiridos, ni manuales que regulen ni controlen los procesos y documentos vinculados a las festividades. En 2018 se habrían gastado $14 600 000 para contratar sin licitación previa a una empresa para montar el escenario, gastando $16 000 000 millones el año siguiente. Además el alcalde habría aprobado una contratación por trato directo y pagos por combustible para los vehículos utilizados durante dichos eventos por $107 898 132 entre ambos años. Todo esto a un proveedor con cuyo socio tendría lazos familiares. Asimismo, entre otras cosas se dio cuenta de la contratación de personas a honorarios por $35 251 495 en 2018 y $87 598 345 en 2019, sin acreditar la realización de los servicios.

### Requerimiento ante posible notable abandono de deberes
En marzo de 2025, su sucesora, la alcaldesa Elizabeth Arévalo, presentó junto a las concejalas Moiko Jara Pate, Ivonne Nahoe y Javiera Hucke Lira, un requerimiento contra Edmunds Paoa por "notable abandono de deberes y faltas a la probidad administrativa" ante el Tribunal Electoral Regional de Valparaíso.

## Historial electoral

### Elecciones municipales de 1992
- Elecciones municipales de 1992, para la alcaldía de Isla de Pascua.[13]

| Candidato               | Pacto                    | Partido | Votos | %     | Resultado                              |
| ----------------------- | ------------------------ | ------- | ----- | ----- | -------------------------------------- |
| Alberto Hotus Chávez    | Concertación             | PPD     | 355   | 27,46 | Alcalde por dos años (primer período)  |
| Felipe Nahoe Tepano     | Concertación             | PS      | 140   | 10,83 | Concejal                               |
| Enzo Muñoz Farías       | Participación y Progreso | RN      | 109   | 8,43  |                                        |
| Pedro Edmunds Paoa      | Unión de Centro Centro   | UCC     | 103   | 7,97  | Alcalde por dos años (segundo período) |
| Javier Labra Vásquez    | Independiente            | Ind.    | 103   | 7,97  |                                        |
| Jorge Pakarati González | Participación y Progreso | UDI     | 88    | 6,81  | Concejal                               |
| Juan Atán Paoa          | Concertación             | Ind.    | 64    | 4,95  | Concejal                               |
| Mario Tuki Hey          | Participación y Progreso | UDI     | 63    | 4,87  |                                        |
| Sebastián Pakarati Ika  | Concertación             | DC      | 53    | 4,10  |                                        |
| Zoilo Hucke Atán        | Unión de Centro Centro   | UCC     | 51    | 3,94  |                                        |
| Jermán Hotu Chávez      | Concertación             | PRSD    | 37    | 2,86  |                                        |
| José Pacomio Languitopa | Participación y Progreso | UDI     | 31    | 2,40  |                                        |
| Lucas Pakarati Tepano   | Unión de Centro Centro   | UCC     | 18    | 1,39  |                                        |
| Marcelo Pont Hill       | Concertación             | PPD     | 17    | 1,31  | Concejal                               |

### Elecciones municipales de 1996
- Elecciones municipales de 1996, para la alcaldía de Isla de Pascua.[14]

| Candidato                   | Pacto                  | Partido | Votos | %     | Resultado |
| --------------------------- | ---------------------- | ------- | ----- | ----- | --------- |
| Pedro Edmunds Paoa          | Concertación           | DC      | 708   | 50,75 | Alcalde   |
| Alberto Hotus Chávez        | Concertación           | PPD     | 308   | 22,08 | Concejal  |
| Enrique Pakarati Ika        | Concertación           | DC      | 94    | 6,74  | Concejal  |
| Ramón Teao Hey              | Unión de Centro Centro | UCC     | 40    | 2,87  |           |
| Marcelo Pont Hill           | Concertación           | PPD     | 37    | 2,65  | Concejal  |
| Rodrigo Norambuena Marchant | Concertación           | Ind.    | 31    | 2,22  | Concejal  |
| Antonio Tepano              | Unión de Centro Centro | UCC     | 31    | 2,22  |           |
| Enrique Haoa Pakomio        | Unión por Chile        | RN      | 30    | 2,15  |           |
| Enzo Muñoz Farías           | Unión por Chile        | RN      | 28    | 2,01  |           |
| Claudio Cristino Ferrando   | Independiente          | Ind.    | 27    | 1,94  | Concejal  |

### Elecciones municipales de 2000
- Elecciones municipales de 2000, para la alcaldía de Isla de Pascua[15]

| Candidato                | Pacto                    | Partido | Votos | %     | Resultado |
| ------------------------ | ------------------------ | ------- | ----- | ----- | --------- |
| Pedro Edmunds Paoa       | Concertación Democrática | DC      | 737   | 50,14 | Alcalde   |
| Julio Araki Tepano       | Alianza                  | Ind.    | 354   | 24,08 | Concejal  |
| Alberto Hotus Chávez     | Concertación Democrática | PPD     | 119   | 8,10  | Concejal  |
| Marcelo Pont Hill        | Concertación Democrática | PPD     | 45    | 3,06  | Concejal  |
| Ramón Teao Hey           | Centro Centro            | UCC     | 43    | 2,93  |           |
| Hipólito Icka Nahoe      | Concertación Democrática | DC      | 28    | 1,90  | Concejal  |
| Ida Hucke Atan           | Centro Centro            | Ind.    | 25    | 1,70  |           |
| Eliana Olivares San Juan | Alianza                  | Ind.    | 25    | 1,70  | Concejal  |

### Elecciones municipales de 2004
- Elecciones municipales de 2004, para la alcaldía de Isla de Pascua[16]

| Candidato          | Pacto                    | Partido | Votos | %     | Resultado |
| ------------------ | ------------------------ | ------- | ----- | ----- | --------- |
| Pedro Edmunds Paoa | Concertación Democrática | DC      | 1004  | 57,34 | Alcalde   |
| Julio Araki Tepano | Alianza                  | UDI     | 702   | 40,09 |           |

### Elecciones municipales de 2012
- Elecciones municipales de 2012, para la alcaldía de Isla de Pascua[16]

| Candidato               | Pacto                    | Partido | Votos | %     | Resultado |
| ----------------------- | ------------------------ | ------- | ----- | ----- | --------- |
| Pedro Edmunds Paoa      | El Cambio por Ti         | PRO     | 1013  | 42,35 | Alcalde   |
| Luz Zasso Paoa          | Concertación Democrática | DC      | 630   | 26,34 |           |
| Julio Araki Tepano      | Coalición                | UDI     | 413   | 17,27 |           |
| José Rapu Haoa          | Independiente            | Ind.    | 208   | 8,70  |           |
| Manuel Atan Mata-U'Iroa | Independiente            | Ind.    | 102   | 4,26  |           |

### Elecciones municipales de 2016
- Elecciones municipales de 2016, para la alcaldía de Isla de Pascua[17]

| Candidato          | Pacto                  | Partido | Votos | %    | Resultado |
| ------------------ | ---------------------- | ------- | ----- | ---- | --------- |
| Pedro Edmunds Paoa | Yo Marco por el Cambio | PRO     | 1328  | 55,8 | Alcalde   |
| Sofía Faúndez Hey  | Independiente          | Ind.    | 808   | 33,9 |           |
| Lynn Rapu Tuki     | Chile Vamos            | Ind-RN  | 245   | 10,3 |           |

### Elecciones municipales de 2021
- Elecciones municipales de 2021, para la alcaldía de Rapa Nui[18]

| Candidato          | Pacto                        | Partido | Votos | %     | Resultado |
| ------------------ | ---------------------------- | ------- | ----- | ----- | --------- |
| Pedro Edmunds Paoa | Unidos por la Dignidad       | PRO     | 2170  | 63,75 | Alcalde   |
| Ivonne Nahoe       | Independiente fuera de pacto | Ind.    | 761   | 22,36 |           |
| Julio Araki        | Chile Vamos                  | UDI     | 473   | 13,90 |           |